# Homalomena ovata
Homalomena ovata är en kallaväxtart som beskrevs av Adolf Engler. Homalomena ovata ingår i släktet Homalomena och familjen kallaväxter. Inga underarter finns listade.